# Actuala listă a liniei de succesiune prezidențiale SUA, 2006
Aceasta este linia de succesiune prezidențială la zi, așa cum este menționată în actul numit Presidential Succession Act of 1947 din (3 U.S.C. § 19).
Toți cei care se califică pentru această listă trebuie să îndeplinească cele trei condiții care trebuiesc îndeplinite de candidații la președinția sau la vicepreședinția Statelor Unite ale Americii:
- să fi fost născut pe teritoriul unuia din cele 50 de state ale Statelor Unite;
- să aibă vârsta minimă de 35 de ani împliniți (cel târziu) în ziua alegerii și
- să fi locuit efectiv cel puțin 14 ani în Statele Unite.

## Ordinea curentă
Aceasta este linia de succesiune prezidențială, așa cum este menționată în actul numit Presidential Succession Act of 1947 (3 U.S.C. § 19) 	și modificările ulterioare, pentru a include nou create cabinet ofițeri.
| #  | Poziție actuală                                  | Actualul deținător al poziției |
| -- | ------------------------------------------------ | ------------------------------ |
| 1  | Vicepreședinte și Președinte al Senatului        | Kamala Harris                  |
| 2  | Purtătorul de cuvânt al Camerei Reprezentanților | John Boehner                   |
| 3  | Președinte pro tempore al Senatului              | Daniel Inouye                  |
| 4  | Ministru de externe                              | Hillary Rodham Clinton         |
| 5  | Ministrul Trezoreriei                            | Timothy Geithner               |
| 6  | Ministrul Apărării                               | Leon Panetta                   |
| 7  | Procurorul General                               | Eric Holder                    |
| 8  | Ministru de Interne al SUA                       | Ken Salazar                    |
| 9  | Ministrul Agriculturii                           | Tom Vilsack                    |
|    | Ministrul Comerțului                             | John Bryson                    |
| 10 | Ministru al Muncii                               | Hilda Solis                    |
|    | Ministrul Sănătății și al Serviciilor Umane      | Kathleen Sebelius              |
| 11 | Ministrul Dezvoltării Urbane si Locuinței        | Shaun Donovan                  |
| 12 | Ministrul de Transporturi                        | Ray LaHood                     |
| 13 | Ministrul Energiei                               | Steven Chu                     |
| 14 | Ministrul Educației                              | Arne Duncan                    |
| 15 | Ministrul cu Afacerile Veteranilor               | Eric Shinseki                  |
| 16 | Ministrul Securității Interne                    | Janet Napolitano               |

## Ordinea de succesiune, 1 august 2007
Această listă este cea mai recentă actualizare a actualei linii prezidențiale de succesiune a Statelor Unite ale Americii, așa după cum este specificat în [the] Presidential Succession Act of 1947 (3 U.S.C. § 19).
| #  | Poziție actuală                                                 | Actualul deținător al poziției                             |
| -- | --------------------------------------------------------------- | ---------------------------------------------------------- |
| 1  | Vice President of the United States and President of the Senate | Dick Cheney                                                |
| 2  | Speaker of the House of Representatives                         | Nancy Pelosi                                               |
| 3  | President of the Senate pro tempore                             | Robert Byrd                                                |
| 4  | Secretary of State                                              | Condoleezza Rice                                           |
| 5  | Secretary of the Treasury                                       | Henry Paulson                                              |
| 6  | Secretary of Defense                                            | Robert Gates                                               |
| 7  | Attorney General                                                | Alberto Gonzales                                           |
| 8  | Secretary of the Interior                                       | Dirk Kempthorne                                            |
| 9  | Secretary of Agriculture                                        | Mike Johanns                                               |
| -- | Secretary of Commerce                                           | Carlos Gutierrez (ineligible; not a natural-born citizen)† |
| -- | Secretary of Labor                                              | Elaine Chao (ineligible; not a natural-born citizen)†      |
| 10 | Secretary of Health and Human Services                          | Michael Leavitt                                            |
| 11 | Secretary of Housing and Urban Development                      | Alphonso Jackson                                           |
| 12 | Secretary of Transportation                                     | Mary Peters                                                |
| 13 | Secretary of Energy                                             | Samuel Bodman                                              |
| 14 | Secretary of Education                                          | Margaret Spellings                                         |
| 15 | Secretary of Veterans Affairs                                   | Jim Nicholson                                              |
| 16 | Secretary of Homeland Security                                  | Michael Chertoff ††                                        |

## Ordinea de succesiune, 1 iunie 2006
| Ordinea succesiunii | Nume                                                                                            | Poziție                                        |
| ------------------- | ----------------------------------------------------------------------------------------------- | ---------------------------------------------- |
| 1                   | Dick Cheney                                                                                     | Vicepreședinte al Statelor Unite ale Americii  |
| 2                   | Dennis Hastert                                                                                  | Purtător de cuvânt al Camerei Reprezentanților |
| 3                   | Ted Stevens                                                                                     | Președinte pro tempore al Senatului            |
| 4                   | Condoleezza Rice                                                                                | Secretar de stat                               |
| 5                   | Henry M. Paulson                                                                                | Secretar al Trezoreriei (din 10 iulie 2006)    |
| 6                   | Donald H. Rumsfeld                                                                              | Secretar al apărării                           |
| 7                   | Alberto Gonzales                                                                                | Procuror General                               |
| 8                   | Dirk Kempthorne                                                                                 | Secretar de interne                            |
| 9                   | Mike Johanns                                                                                    | Secretar al agriculturii                       |
|                     | Carlos Gutierrez (non-eligibil pentru că nu s-a născut în SUA, nefiind un natural-born citizen) | Secretar al comețului                          |
|                     | Elaine Chao (non-eligibilă pentru că nu s-a născut în SUA, nefiind o natural-born citizen)      | Secretar al forțelor de muncă                  |
| 10                  | Michael Leavitt                                                                                 | Secretar al sănătății                          |
| 11                  | Alphonso Jackson                                                                                | Secretar al locuințelor și urbanismului        |
| 12                  | Norman Mineta                                                                                   | Secretar al transporturilor                    |
| 13                  | Samuel W. Bodman                                                                                | Secretar al energiei                           |
| 14                  | Margaret Spellings                                                                              | Secretar al educației                          |
| 15                  | Jim Nicholson                                                                                   | Secretar al afacerilor veteranilor             |